# Tercer sector ambiental
El Tercer sector ambiental són les entitats sense ànim de lucre la missió de les quals està vinculada a la protecció i millora ambiental i a la sostenibilitat. Es tracta d'un subgrup del Tercer Sector
A la primera dècada del segle XXI Catalunya comptava amb unes quatre-centes entitats ambientals treballant activament al territori per protegir i millorar l'entorn. És un sector ric i divers, format principalment per entitats petites i escampades arreu del país.
Aquests tipus d'associacions són un vehicle fonamental per canalitzar les necessitats, aspiracions o voluntats de molts ciutadans i ciutadanes i, alhora, són un instrument clau en el Govern del país, en la governança. És per això que l'associacionisme ambiental es considera ja un sector més del teixit social, el tercer sector ambiental.

## Característiques i àmbits d'actuació
El sector està format per una gran diversitat associativa, on conflueixen entitats de base associativa; fundacions que sorgeixen arran d'interessos populars o institucionals; plataformes –enteses com aquells moviments fruit d'algun confl icte o problemàtica puntual que mobilitzen una gran part de la població–, organismes de segon nivell que uneixen esforços amb elements comuns, ja sigui el voluntariat, la custòdia o una manera de d'actuar concreta.
Majoritàriament, però, les entitats tenen la naturalesa jurídica d'associacions (68%).
A més, es tracta d'un sector jove: un 62% de les entitats tenen menys de 20 anys d'existència.
La raó de ser de les entitats ambientals està vinculada al benefici social derivat de la protecció i millora del medi ambient. Són entitats que, en tant que formen part del tercer sector, estan compromeses amb la transformació social; i, en tant que fan acció ambiental, promouen la millora de l'entorn. La majoria d'aquestes entitats (63%) compten amb persones voluntàries per dur a terme la seva tasca.
Les activitats que realitzen venen determinades per aquests valors i per la missió de cada entitat. Hi ha entitats conservacionistes, de custòdia, naturalistes, ecologistes, d'educació i sensibilització ambiental, científiques i de recerca, de defensa i reivindicatives, entre d'altres.
Tanmateix, a grans trets, les entitats es poden agrupar atenent a quatre grans àmbits d'actuació:
–Entitats ecologistes, de defensa i reivindicació
–Entitats d'educació ambiental
–Entitats de conservació dels recursos naturals i custòdia del territori
–Entitats de tecnologia i serveis